# Ейнбкеллах мак Ферхайр
Ейнбкеллах Добрий (Айнбкеллах мак Ферхайр; гельської Ainbcheallach Maith, Ainbcheallach Mac Ferchair;. Загинув у 719) — король королівства гельської Дал Ріади, правив з 697 по 698 рік.

## Біографія
Ейнбкеллах був сином короля Дал Ріади Ферхара II. У 697 році він успадкував престол від Еохайда II. Однак у році 698, приблизно через рік з моменту вступу на престол, він був повалений своїм братом Селбахом. У вересні 719 році Ейнбкеллах спробував повернути собі трон Дал Ріади, але в битві при Фіннглене був розбитий і загинув.
Старший син Ейнбкеллаха, Муйредах, сам був згодом королем Дал Ріади. Від молодшого сина Ейнбкеллаха, Руадрі, вели родовід свою мормери Морея.